# Pseudosestra
Pseudosestra là một chi bướm đêm thuộc họ Geometridae.